# Бонер
 Тази статия е за острова в Карибско море.  За руската общественичка вижте Елена Бонер.  
Бонер (на нидерландски: Bonaire; на папиаменто: Boneiru) е остров на Нидерландия в Карибско море, част от архипелага Малки Антили, северно от южноамериканското крайбрежие.
Той е сред 3-те острова от така наречената „група АВС“ – островите Аруба, Бонер и Кюрасао от бившата зависима територия Нидерландски Антили с обща площ 925 кв. км.

## География
Островът е малък с около 600 хка площ. Характерен е с изключително равнинния си релеф и ниска надморска височина. Туристическите справочници твърдят, че метеорологичните условия на Бонер през цялата година са идеални – със средна годишна температура 28 градуса, защото е извън зоната на ураганите и винаги подухва свеж ветрец.
Главният град на Бонер е Кралендайк. Той е с население от 18 905 жители (2015) и е главно пристанище на острова. Някога е строен от нидерландците. Днес има само 1 пътна артерия и няколко светофара.
Островът привлича любители на подводното гмуркане и на уиндсърфинга от цял свят. Водата има видимост до 30 m дълбочина.

## История
Експедиция на Америго Веспучи и Хуан де Коса открива острова и го нарича Исла до Пало Бразил (Isla do Palo Brasil) или остров Бразилууд (Island of Brazilwood).
До 10 октомври 2010 г. е част от разпуснатата тогава бивша зависима територия Нидерландски Антили. Оттогава е специален район на Нидерландия.

## Забележителности
Към основните забележителности се отнася Форт Оранж в столицата. Той е построен през 1639 г. от Нидерландската западноиндийска компания. От 1837 г. фортът служи за отбрана. През 1932 г. към него е построена каменна кула за морски фар.
Музеят на Бонер е разположен непосредствено до града. Запомнящ се на острова е частният Музей на Едуардо. Чудакът го е посветил на починалата си съпруга Джени, която шиела костюмите за традиционния карнавал. В града се намира международното летище Фламинго.